# Маргулис, Линн

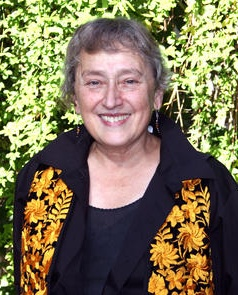
Линн Маргулис в Мадриде в ноябре 2009 г.

Линн Маргу́лис (англ. Lynn Margulis; 5 марта 1938, Чикаго, США — 22 ноября 2011) — американский биолог, протистолог, создательница современной версии теории симбиогенеза. Профессор Массачусетского университета в Амхерсте.

## Биография
Наиболее известна исследованиями клеточных органоидов и развитием эндосимбиотической теории происхождения органоидов клетки — теории, которую впервые выдвинул русский ботаник Андрей Сергеевич Фаминцын (1835—1918). Лично занималась популяризацией достижений своих предшественников, включая также русских учёных Константина Мережковского и Бориса Козо-Полянского, в том числе осуществила английский перевод книги последнего «Новый принцип биологии. Очерк теории симбиогенеза».
Она — один из авторов названия таксона Eukaryota Whittaker & Margulis, 1978 (Эукариоты), объединяющего все ядерные организмы, то есть те живые организмы, клетки которых содержат ядра (в том числе растения, грибы и животные).
Как ботаник занималась исследованиями водорослей.
В 1992 году подписала «Предупреждение человечеству».
Личная жизнь
В 1957 году Линн Маргулис вышла замуж за американского астронома Карла Сагана (1934—1996), впоследствии ставшего всемирно известным учёным, популяризатором науки. У них родилось двое детей — Дорион Саган (род. 1959) и Джереми Саган (род. 1960). В 1963 году Линн Маргулис и Карл Саган развелись.

## Публикации
- Margulis, Lynn and Dorion Sagan, 2007, Dazzle Gradually: Reflections on the Nature of Nature, Sciencewriters Books, ISBN 978-1-933392-31-8
- Margulis, Lynn and Eduardo Punset, eds., 2007 Mind, Life and Universe: Conversations with Great Scientists of Our Time, Sciencewriters Books, ISBN 978-1-933392-61-5
- Margulis, Lynn, 2007, Luminous Fish: Tales of Science and Love, Sciencewriters Books, ISBN 978-1-933392-33-2
- Margulis, Lynn and Dorion Sagan, 2002, Acquiring Genomes: A Theory of the Origins of Species, Perseus Books Group, ISBN 0-465-04391-7
- Margulis, Lynn, et al., 2002, The Ice Chronicles: The Quest to Understand Global Climate Change, University of New Hampshire, ISBN 1-58465-062-1
- Margulis, Lynn, 1998, Symbiotic Planet : A New Look at Evolution, Basic Books, ISBN 0-465-07271-2
- Margulis, Lynn and Karlene V. Schwartz, 1997, Five Kingdoms: An Illustrated Guide to the Phyla of Life on Earth, W.H. Freeman & Company, ISBN 0-613-92338-3
- Margulis, Lynn and Dorian Sagan, 1997, What Is Sex?, Simon and Shuster, ISBN 0-684-82691-7
- Margulis, Lynn and Dorion Sagan, 1997, Slanted Truths: Essays on Gaia, Symbiosis, and Evolution, Copernicus Books, ISBN 0-387-94927-5
- Sagan, Dorion and Lynn Margulis, 1993, The Garden of Microbial Delights: A Practical Guide to the Subvisible World, Kendall/Hunt, ISBN 0-8403-8529-3
- Margulis, Lynn, 1992, Symbiosis in Cell Evolution: Microbial Communities in the Archean and Proterozoic Eons, W.H. Freeman, ISBN 0-7167-7028-8
- Margulis, Lynn, ed, 1991, Symbiosis as a Source of Evolutionary Innovation: Speciation and Morphogenesis, The MIT Press, ISBN 0-262-13269-9
- Margulis, Lynn and Dorion Sagan, 1991, Mystery Dance: On the Evolution of Human Sexuality, Summit Books, ISBN 0-671-63341-4
- Margulis, Lynn and Dorion Sagan, 1987, Microcosmos: Four Billion Years of Evolution from Our Microbial Ancestors, HarperCollins, ISBN 0-04-570015-X
- Margulis, Lynn and Dorion Sagan, 1986, Origins of Sex : Three Billion Years of Genetic Recombination, Yale University Press, ISBN 0-300-03340-0
- Margulis, Lynn, 1982, Early Life, Science Books International, ISBN 0-86720-005-7
- Margulis, Lynn, 1970, Origin of Eukaryotic Cells, Yale University Press, ISBN 0-300-01353-1

На русском языке
- Маргелис Л. Роль симбиоза в эволюции клетки = Lynn Margulis. Symbiosis in Cell Evolution: Life and its Environment on the Early Earth / Линн Маргелис; Пер. с англ. В. Б. Касинова, Е. В. Кунина; Под ред. Б. М. Медникова. — М.: Мир, 1983. — 352 с. — 4300 экз.